# 琳达·罗什塔
琳達·瑪麗亞·羅什塔（英語：Linda Maria Ronstadt，1946年7月15日—），又譯琳達·朗絲黛，是一位美國歌手和唱作人。
在1970年代取得了巨大的成功，音樂生涯中跨越鄉村、民謠、搖滾、流行、拉丁音樂、爵士音樂等風格。她已於2011年宣佈退休，在2012年末被診斷出患有帕金森氏症。羅什塔獲得過11座葛萊美獎、3座全美音樂獎、1座艾美獎和1座美國拉丁裔媒體藝術獎，並於2014年入選搖滾名人堂。

## 外部連結
- 琳达·罗什塔在互联网电影资料库（IMDb）上的資料（英文）
- 互聯網百老匯資料庫（IBDB）上琳达·罗什塔的資料（英文）
- 互联网外百老汇数据库（IOBDB）上琳达·罗什塔的資料（英文）